# 水泊街道
水泊街道，是中华人民共和国山東省济宁市梁山县下辖的一个乡镇级行政单位。

## 行政区划
水泊街道下辖以下地区：
后集社区、张坊社区、馍台社区、付庙社区、郝山头村、茶庄村、独山村、马振扬村、孟庄村、前集村、石头园村、郭庙村、邵楼村、刘集村、东马庙村、西马庙村、杏花村和郑垓村。

## 建制沿革
2010年，梁山镇被撤销，在其原行政区域上建立梁山街道和水泊街道。

## 人口
2010年中国第六次人口普查时，水泊街道共有人口82339人。共有家庭25795户，平均每户3.12人。14岁以下的少年儿童共14797人，占总人口17.97%；15-64岁人口共61030人，占总人口74.12%；65岁及以上的老年人共6512人，占总人口的7.908%。男性共计42495人，占总人口51.60%；女性共计39844人，占总人口48.39%。本地居住的人口中，拥有本地户籍的人口为67859人，占82.41%。